# 1601 en musique classique
| \| • Retour à la chronologie générale de la musique classique • \| |
| Grèce • Rome • Haut Moyen Âge • VIIIe siècle • IXe siècle • Xe siècle • XIe siècle XIIe siècle • XIIIe siècle • XIVe siècle • XVe siècle • XVIe siècle • XVIIe siècle XVIIIe siècle • XIXe siècle • XXe siècle • XXIe siècle |
| • Retour à la chronologie générale de la musique classique • |

| Années en musique classique : 1598 - 1599 - 1600 - 1601 - 1602 - 1603 - 1604    |
| Décennies en musique classique : 1570 - 1580 - 1590 - 1600 - 1610 - 1620 - 1630 |

## Événements
- Claudio Monteverdi est nommé maître de musique à la cour ducale de Mantoue.

## Œuvres
- Florida, sive Cantiones, de Joachim van den Hove.
- Psalm-geclanck, publié à Amsterdam ; une harmonisation polyphonique de quatre à huit voix des 150 psaumes du psautier de Dathenus par David Janszoon Padbrué,
- The Triumphs of Oriana, livre de madrigaux anglais par Thomas Morley ; le livre, publié à Londres, comprend 25 pièces de 23 compositeurs différents.

## Naissances
- Vers 1601 : Giovan Battista Ferrini, compositeur, organiste et claveciniste italien († 14 novembre 1674).
- Vers 1601 : Jacques Champion de Chambonnières, compositeur et claveciniste français († 4 mai 1672).
- Vers 1601 ou 1602 : Michelangelo Rossi, compositeur, violoniste et organiste italien († 1656).